# Symmorphus foveolatus
Symmorphus foveolatus är en stekelart som först beskrevs av Gussakovsky 1933.  Symmorphus foveolatus ingår i släktet vedgetingar, och familjen Eumenidae. Inga underarter finns listade i Catalogue of Life.